# 岩政大樹
岩政 大樹（いわまさ だいき、1982年1月30日 - ）は、山口県大島郡周防大島町出身の元プロサッカー選手、サッカー指導者。現役時代のポジションはディフェンダー（センターバック）。元日本代表。東京学芸大学（教育学部・数学専攻）卒業。サッカー指導者。
現役時代は鹿島アントラーズのJ1リーグ3連覇に貢献。引退後は解説者、指導者として活動している。

## 経歴
瀬戸内海に浮かぶ屋代島（周防大島）の出身。大島町立沖浦小学校（現・周防大島町立沖浦小学校）2年生時、3歳上の兄とサッカーボールで遊んでいたことをきっかけにサッカーを始めたという。島内の大島スポーツ少年団、及び島外の周東FC（熊毛郡平生町）へは祖父母や両親が送り迎えしてもらって通う。当時の指導者が「ディフェンスが安定しなければ試合には勝てない」との方針を持っており、運動神経がそこそこあり体の大きかったため当初からセンターバックのポジションを務めた。また、島育ちであるが故に外部からの情報に乏しく、自分自身の頭でプレーを考える「思考力」が自然と身についた。大島中学校ではサッカー部がなかったため陸上部に所属し、生徒会長も務め一方で地元の大島JSCでサッカーを続け、キャプテンとして県大会優勝に導いたという。1997年に山口県立岩国高等学校に進学。3年時に第54回国民体育大会の山口県選抜メンバーに選ばれる。本来は高校卒業時にサッカーを辞めるつもりだったが、試合直前に骨折して試合に出場できなかったことで悔いが残り、サッカーを続けることを決断する。
2000年、東京学芸大学（教育学部・数学専攻）に一般受験で合格。両親が共に教員で、自身も大学入学時はプロサッカー選手ではなく教員を目指しており、在学中に中学校、高等学校の数学の教員免許を取得。この際、教育実習に赴いた高校で後に妻となる女性と知り合ったという。大学蹴球部では1年時に関東大学リーグ1部の新人王に輝き頭角を現した。2年時には全日本大学選抜、3年時にはアテネオリンピック出場を目指すU-22日本代表に選出されるなど大学屈指のセンターバックとして名を馳せた。2003年5月、FC東京に特別指定選手として加入。
2004年、大学を卒業し鹿島アントラーズに入団。ナビスコカップ予選リーグ・FC東京戦でプロデビューし、シーズン後半にはレギュラーに定着。2007年、5月19日の新潟戦から6月16日の広島戦にかけて、DFとしてはJタイとなる4試合連続得点を記録。12月にはJリーグアウォーズにて自身初のJリーグベストイレブンに選出された。2009年4月29日神戸戦にてJリーグ史上最速のリーグ戦クラブ通算1000得点を決める。
2008年、日本代表候補に初招集された。2009年9月、日本代表オランダ遠征メンバー（対オランダ戦、対ガーナ戦）に選出され日本代表に復帰する。ここでは出場機会がなかったものの、10月10日のキリンチャレンジカップ・スコットランド戦で代表デビュー。また、2010 FIFAワールドカップ日本代表にも選出された。
2013年は序盤こそ鹿島のレギュラーを確保し出場を続けていたが、J1第14節川崎戦では自身のオウンゴールを含め 4失点を喫するなど精彩を欠いた。さらに、夏場の清水戦で4失点の大逆転負けを喫し、この試合でラドンチッチになす術なく仕事をされたことから、この試合を境に控えへと追いやられた。同年限りで10年間に渡って在籍したクラブを退団。
2014年よりタイ・プレミアリーグのBECテロ・サーサナFCに完全移籍。10月27日に自身のブログにて退団を発表。
2015年よりJ2のファジアーノ岡山に完全移籍。初年度よりキャプテンに就任し、リーグ戦全42試合にフル出場を果たし、精神的支柱として活躍した。2016年シーズン、チームは昇格プレーオフ決勝まで進出するも破れ昇格を逃し、同シーズンを以て岡山を退団。
2017年より東京ユナイテッドFCに選手兼コーチとして加入した。同時に東京大学運動会ア式蹴球部コーチにも就任している。
2018年10月22日、自身のブログにて同シーズン限りでの引退を発表した。
2021年1月7日、上武大学サッカー部監督と上武大学ビジネス情報学部スポーツ健康マネジメント学科准教授に就任したことを自身のブログで発表した。
2022シーズンより古巣であるJ1・鹿島アントラーズのトップチームコーチに就任。同シーズンから指揮を取るレネ・ヴァイラー監督が新型コロナウイルスの防疫対策の影響で来日出来るようになるまで監督代行を務めた。ヴァイラー来日後は本来のトップチームコーチを務めていたが、2022年8月8日にヴァイラーとの契約解除に伴い監督に就任することとなった。
2023年12月4日、契約満了により退任。
2024年1月11日、ベトナム1部リーグ・ハノイFCの監督に就任することが発表された。同年9月17日に母校である東京学芸大学蹴球部のコーチに就任。
2024年12月12日、2025年より北海道コンサドーレ札幌の監督に就任することが発表された。
2025年8月11日、契約解除により北海道コンサドーレ札幌監督を解任された。1年でのJ1復帰を掲げていたが、解任時点で11位と低迷していた。

## 所属クラブ
ユース経歴
- 1988年 - 1993年 周東FC (大島町立沖浦小学校)
- 1994年 - 1996年 大島JSC (大島町立大島中学校)
- 1997年 - 1999年 山口県立岩国高等学校
- 2000年 - 2003年 東京学芸大学
  - 2003年5月 - 同年9月  FC東京 (特別指定選手)

プロ経歴
- 2004年 - 2013年  鹿島アントラーズ
- 2014年  BECテロ・サーサナFC
- 2015年 - 2016年  ファジアーノ岡山
- 2017年 - 2018年 東京ユナイテッドFC

## 個人成績
| 国内大会個人成績 | 国内大会個人成績 | 国内大会個人成績 | 国内大会個人成績 | 国内大会個人成績 | 国内大会個人成績 | 国内大会個人成績  | 国内大会個人成績  | 国内大会個人成績 | 国内大会個人成績 | 国内大会個人成績 | 国内大会個人成績 |
| 年度             | クラブ           | 背番号           | リーグ           | リーグ戦         | リーグ戦         | リーグ杯          | リーグ杯          | オープン杯       | オープン杯       | 期間通算         | 期間通算         |
| 年度             | クラブ           | 背番号           | リーグ           | 出場             | 得点             | 出場              | 得点              | 出場             | 得点             | 出場             | 得点             |
| 日本             | 日本             | 日本             | 日本             | リーグ戦         | リーグ戦         | リーグ杯          | リーグ杯          | 天皇杯           | 天皇杯           | 期間通算         | 期間通算         |
| ---------------- | ---------------- | ---------------- | ---------------- | ---------------- | ---------------- | ----------------- | ----------------- | ---------------- | ---------------- | ---------------- | ---------------- |
| 2002             | 学芸大           | 5                | -                | -                | -                | -                 | -                 |                  |                  |                  |                  |
| 2004             | 鹿島             | 15               | J1               | 18               | 4                | 4                 | 0                 | 3                | 0                | 25               | 4                |
| 2005             | 鹿島             | 15               | J1               | 31               | 4                | 6                 | 2                 | 3                | 0                | 40               | 6                |
| 2006             | 鹿島             | 3                | J1               | 30               | 3                | 11                | 1                 | 4                | 2                | 45               | 6                |
| 2007             | 鹿島             | 3                | J1               | 33               | 6                | 10                | 0                 | 5                | 0                | 48               | 6                |
| 2008             | 鹿島             | 3                | J1               | 33               | 2                | 2                 | 0                 | 2                | 0                | 37               | 2                |
| 2009             | 鹿島             | 3                | J1               | 33               | 4                | 2                 | 0                 | 2                | 0                | 37               | 4                |
| 2010             | 鹿島             | 3                | J1               | 34               | 3                | 1                 | 0                 | 3                | 1                | 38               | 4                |
| 2011             | 鹿島             | 3                | J1               | 28               | 6                | 1                 | 0                 | 1                | 0                | 30               | 6                |
| 2012             | 鹿島             | 3                | J1               | 32               | 3                | 7                 | 1                 | 3                | 1                | 42               | 5                |
| 2013             | 鹿島             | 3                | J1               | 18               | 0                | 5                 | 0                 | 1                | 0                | 24               | 0                |
| タイ             | タイ             | タイ             | タイ             | リーグ戦         | リーグ戦         | リーグ杯          | リーグ杯          | FA杯             | FA杯             | 期間通算         | 期間通算         |
| 2014             | サーサナ         | 5                | プレミア         | 37               | 5                | 6                 | 1                 | 2                | 0                | 45               | 6                |
| 日本             | 日本             | 日本             | 日本             | リーグ戦         | リーグ戦         | リーグ杯          | リーグ杯          | 天皇杯           | 天皇杯           | 期間通算         | 期間通算         |
| 2015             | 岡山             | 35               | J2               | 42               | 4                | -                 | -                 | 1                | 0                | 43               | 4                |
| 2016             | 岡山             | 35               | J2               | 40               | 6                | -                 | -                 | 0                | 0                | 40               | 6                |
| 2017             | 東京U            | 18               | 関東1部          | 18               | 4                | -                 | -                 | -                | -                | 18               | 4                |
| 2018             | 東京U            | 18               | 関東1部          | 14               | 2                | -                 | -                 | -                | -                | 14               | 2                |
| 通算             | 日本             | 日本             | J1               | 290              | 35               | 49                | 4                 | 27               | 4                | 366              | 43               |
| 通算             | 日本             | 日本             | J2               | 82               | 10               | -                 | -                 | 1                | 0                | 83               | 10               |
| 通算             | 日本             | 日本             | 関東1部          | 32               | 6                | -                 | -                 | 0                | 0                | 32               | 6                |
| 通算             | 日本             | 日本             | 他               | -                | -                | -\|\|\|\|\|\|\|\| | -\|\|\|\|\|\|\|\| |                  |                  |                  |                  |
| 通算             | タイ             | タイ             | プレミア         | \|37             | 5                | 6                 | 1                 | 2                | 0                | 45               | 6                |
| 総通算           | 総通算           | 総通算           | 総通算           | 441              | 56               | 55                | 5                 | 30               | 4                | 526              | 65               |

- 2003年 特別指定選手としての出場は無し。

その他の公式戦
- 2008年
  - スーパーカップ 1試合0得点
- 2009年
  - スーパーカップ 1試合0得点
- 2010年
  - スーパーカップ 1試合0得点
- 2011年
  - スーパーカップ 1試合0得点
- 2016年
  - J1昇格プレーオフ 2試合0得点

| 国際大会個人成績 | 国際大会個人成績 | 国際大会個人成績 | 国際大会個人成績 | 国際大会個人成績 |
| 年度             | クラブ           | 背番号           | 出場             | 得点             |
| AFC              | AFC              | AFC              | ACL              | ACL              |
| ---------------- | ---------------- | ---------------- | ---------------- | ---------------- |
| 2008             | 鹿島             | 3                | 8                | 2                |
| 2009             | 鹿島             | 3                | 6                | 0                |
| 2010             | 鹿島             | 3                | 7                | 0                |
| 2011             | 鹿島             | 3                | 7                | 0                |
| 通算             | AFC              | AFC              | 28               | 2                |

その他の国際公式戦
- 2012年
  - スルガ銀行チャンピオンシップ 1試合1得点
- 2013年
  - スルガ銀行チャンピオンシップ 1試合0得点

出場歴
- Jリーグ初出場 - 2004年4月4日 J1 1st第3節 名古屋グランパスエイト戦カシマサッカースタジアム）
- Jリーグ初得点 - 2004年6月19日 J1 1st第14節 ジュビロ磐田戦（カシマサッカースタジアム）

## 代表歴
- 国際Aマッチ初出場 - 2009年10月10日 キリンチャレンジカップ 対スコットランド代表（日産スタジアム）

### 出場大会
- ユニバーシアード代表
  - 2003年 第22回大邱大会 優勝
- U-22日本代表
  - 2003年 カタール国際トーナメント 準優勝
- 日本代表
  - 2008年 東アジアサッカー選手権2008
  - 2010年 東アジアサッカー選手権2010
  - 2010年 2010 FIFAワールドカップ
  - 2011年 AFCアジアカップ2011

### 試合数
国際Aマッチ 8試合0得点
| 日本代表 | 国際Aマッチ | 国際Aマッチ |
| 年       | 出場        | 得点        |
| -------- | ----------- | ----------- |
| 2008     | 0           | 0           |
| 2009     | 1           | 0           |
| 2010     | 3           | 0           |
| 2011     | 4           | 0           |
| 2012     | 0           | 0           |
| 通算     | 8           | 0           |

### 出場
| No. | 開催日         | 開催都市     | スタジアム                             | 対戦国         | 結果         | 監督         | 大会                       |
| --- | -------------- | ------------ | -------------------------------------- | -------------- | ------------ | ------------ | -------------------------- |
| 1.  | 2009年10月10日 | 横浜         | 日産スタジアム                         | スコットランド | ○2-0         | 岡田武史     | キリンチャレンジカップ2009 |
| 2.  | 2010年2月14日  | 東京         | 国立競技場                             | 韓国           | ●1-3         | 岡田武史     | 東アジアサッカー選手権2010 |
| 3.  | 2010年9月4日   | 横浜         | 日産スタジアム                         | パラグアイ     | ○1-0         | 原博実       | キリンチャレンジカップ2010 |
| 4.  | 2010年9月7日   | 大阪         | 大阪長居スタジアム                     | グアテマラ     | ○2-1         | 原博実       | キリンチャレンジカップ2010 |
| 5.  | 2011年1月17日  | アルライヤン | アフメド・ビン＝アリー・スタジアム     | サウジアラビア | ○5-0         | ザッケローニ | AFCアジアカップ2011        |
| 6.  | 2011年1月21日  | ドーハ       | サーニー・ビン・ジャーシム・スタジアム | カタール       | ○3-2         | ザッケローニ | AFCアジアカップ2011        |
| 7.  | 2011年1月25日  | ドーハ       | サーニー・ビン・ジャーシム・スタジアム | 韓国           | ○2-2 (PK3-0) | ザッケローニ | AFCアジアカップ2011        |
| 8.  | 2011年1月29日  | ドーハ       | ハリファインターナショナルスタジアム   | オーストラリア | ○1-0         | ザッケローニ | AFCアジアカップ2011        |

## 指導歴
- 2017年 - 2018年  東京ユナイテッドFC 選手兼コーチ
- 2017年  東京大学ア式蹴球部 コーチ
- 2021年  上武大学サッカー部 監督
- 2022年 - 2023年  鹿島アントラーズ
  - 2022年 - 同年8月 トップチーム コーチ
  - 2022年8月 - 2023年 トップチーム 監督
- 2024年1月 - 同年9月  ハノイFC 監督
- 2024年9月 - 同年12月  東京学芸大学蹴球部コーチ
- 2025年 - 同年8月  北海道コンサドーレ札幌 監督

## 監督成績
| 年度 | 所属 | クラブ | リーグ戦 | リーグ戦 | リーグ戦 | リーグ戦 | リーグ戦 | リーグ戦 | カップ戦       | カップ戦  |
| 年度 | 所属 | クラブ | 順位     | 勝点     | 試合     | 勝       | 分       | 敗       | ルヴァンカップ | 天皇杯    |
| ---- | ---- | ------ | -------- | -------- | -------- | -------- | -------- | -------- | -------------- | --------- |
| 2022 | J1   | 鹿島   | 4位      | 36       | 10       | 2        | 6        | 2        | -              | ベスト4   |
| 2023 | J1   | 鹿島   | 5位      | 52       | 34       | 14       | 10       | 10       | ベスト8        | 3回戦敗退 |
| 2025 | J2   | 札幌   | 10位     | 34       | 25       | 10       | 4        | 11       | 1回戦敗退      | 2回戦敗退 |

- 2022年は8月から指揮。
- 2025年は8月(第25節)まで指揮。順位は退任時の順位。

## タイトル

### クラブ
鹿島アントラーズ
- J1リーグ：3回 (2007年, 2008年, 2009年)
- Jリーグカップ：2回 (2011年, 2012年)
- 天皇杯全日本サッカー選手権大会：2回 (2007年, 2010年)
- スーパーカップ：2回 (2009年, 2010年)
- スルガ銀行チャンピオンシップ：2回 (2012年, 2013年)

BECテロ・サーサナFC
- トヨタ・リーグカップ:1回 (2014年)

### 代表
- 東アジア競技大会サッカー競技 (2001年[4])
- ユニバーシアード：1回 (2003年[1])
- AFCアジアカップ：1回 (2011年)

### 個人
- 関東大学リーグ1部 新人王 (2000年[4])
- 関東大学リーグ1部ベストイレブン (2002年[4], 2003年)
- Jリーグベストイレブン：3回 (2007年, 2008年, 2009年)